# Chionaema pauliani
Chionaema pauliani là một loài bướm đêm thuộc phân họ Arctiinae, họ Erebidae.